# Verve International
Verve International — нигерийский панафриканский и международный бренд финансовых технологий и платёжных карт, принадлежащий Interswitch Group. Система эмитирует собственные банковские карты и предоставляет услуги электронных платежей, аналогичные MasterCard и Visa.
Компания Verve была основана в 2009 году как дочерняя компания Interswitch. В 2013 году она стала автономной коммерческой организацией в ходе реструктуризации.
В 2005 году Центральный банк Нигерии выдал нигерийской платежной индустрии предписание о том, что операторы должны перейти с магнитной полосы на платформу EMV-чипов и PIN-кодов к 2009 году. Миграционная политика CBN была принята для поэтапного отказа от магнитной полосы, когда технология стала уязвимой для мошеннических транзакций. Первоначально компания выпустила шесть миллионов карт в партнерстве с несколькими нигерийскими банками.
Verve предлагает карточные продукты в Нигерии. В 2013 году сообщалось, что Verve имеет в обращении более 20 миллионов карт и имеет доступ к более чем 119 631 терминалам для продажи, 11 287 банкоматам и более чем 1000 онлайн-продавцам.
В марте 2013 года Discover Financial Services начала партнерство с Interswitch, что позволило принимать карты Verve в глобальной сети Discover, охватывающей на момент заключения соглашения 185 стран и территорий. Альянс также разрешил прием карт Discover и Diners Club International (DCI) в банкоматах и POS-терминалах с поддержкой Interswitch для покупок в Нигерии.
В сообщении СМИ в 2015 году говорилось, что Verve выпускается 40 банками в Африке, в обращении находится более 30 миллионов платежных токенов. В октябре того же года Verve начала выход на платежный рынок Восточной Африки в рамках стратегического партнерства с Кенийским коммерческим банком "для расширения приема карт Verve и платежных услуг на шести ключевых рынках Восточной Африки", а именно: Кении, Танзании, Бурунди, Южном Судане, Руанде и Уганде.
К началу 2024 года было выпущено уже более 50 млн. карт, карты принимались уже в 21 стране Африки. Карты доступны для оплат в Google Play.